# Аспарух Никодимов
Аспарух (Паро) Никодимов Донев е бивш български футболист. Роден е на 21 август 1945 г. в село Богьовци, Софийско. Висок е 184 см и 76 кг. Юноша на Септември (София).

## Кариера
Започва да играе футбол в „Сава Михайлов“, кварталния отбор на Гевгелийския квартал в София. От 1960 година играе в Септември. През 1964 г. преминава в ЦСКА. Приключва кариерата си в отбора на Сливен, където играе от 1975 до 1978 г.
За отборите на ЦСКА Червено знаме и ЦСКА Септемврийско знаме изиграва 296 срещи и отбелязва 58 гола в А група за периода 1964 - 1975 година. Шампион на България шест пъти - през 1966, 1969, 1971, 1972, 1973 и 1975 г. Носител на Купата на Съветската армия пет пъти – през 1965, 1969, 1972, 1973 и 1974 г. с отбелязани 18 гола. Веднъж става носител на КСА и с отбора на Септември през 1960 г. За Септември има 5 мача и 2 гола в А група, а за Сливен има 16 мача и 4 гола.
В европейските клубни турнири за ЦСКА изиграва 34 мача (28 за КЕШ и 6 за КНК) и отбелязва 4 гола (2 за КЕШ и 2 за КНК). Достига до полуфинал на КЕШ с отбора на ЦСКА през 1967 г. Национален състезател с 25 мача и 8 гола за А националния отбор (1963-1975), 1 мач с 1 гол за Б националния, 9 мача с 4 гола за младежкия и 17 мача с 9 гола за юношеския национален отбор. Участва на СП-1970 в Мексико (играе в 2 мача, вкарва първия гол срещу ФРГ при загубата с 2:5) и на СП-1974 в Германия (в 2 мача). Сребърен медалист от ОИ-1968 в Мексико. Един от най-добрите дефанзивни халфове за времето си. Завършва ВИФ „Георги Димитров“. „Заслужил майстор на спорта“ от 1968 г.
Избран е в разширения отбор на петдесетилетието на ЦСКА.
След прекратяването на състезателната си кариера от 1979 до 1983 г. е старши треньор на ЦСКА. През този период червените завоюват четири поредни пъти шампионската титла (1980, 1981, 1982 и 1983) и веднъж печелят Купата на България (1983). В европейските клубни турнири (КЕШ) под ръководството на Никодимов е постигната най-забележителната серия от успешни мачове в историята на тима. През периода 1980 - 1983 г. ЦСКА елиминира "Ливърпул" (Англия) (тогава трикратен носител на КЕШ), "Нотингам" (Англия) (двукратен носител на КЕШ), "Монако" (Франция), „Реал Сосидедад“ (Испания), „Гленторан“ (Северна Ирландия), „Шомберки“ (Полша), "Омония (Никозия)" (Кипър). ЦСКА достига полуфинал за КЕШ през сезона 1981/82 и четвъртфинал през сезона 1980/81 г.
През пролетта на 1983 г. Аспарух Никодимов е отстранен от поста старши треньор на ЦСКА. След като работи в "Дунав" (Русе) и в Тунис за няколко години се завръща на треньорския пост в ЦСКА през есента на 1990 г.
През втория треньорски мандат на Никодимов ЦСКА печели сребърни медали (1991 г.) и златни медали (1992 г.) в първенството. През 1993 г. Никодимов отново е принуден да напусне ЦСКА. След това ръководи отбори от юношеските формации, аматьорската лига, работи като старши треньор на Металург (Перник), Велбъжд (Кюстендил) и Омония (Никозия) (Кипър).
През 2001 година Аспарух Никодимов се връща за трети път на поста старши треньор на представителния мъжки отбор на ЦСКА. Води представителния отбор на ЦСКА от юни 2001 до декември 2001, когато е освободен и заменен с Луиджи Симони.
През лятото на 2003 г. е назначен за треньор на Берое като спечелва промоция за отбора в А ПФГ. Отстранен е от Берое през септември 2004 г. заради слаби резултати.
През 2016 г. е член на надзорния съвет на ЦСКА.

## Семейно положение
Женен, има две дъщери – Десислава и Елица. И двете са волейболистки от ЦСКА. Елица е омъжена за волейболния треньор на ЦСКА Александър Попов.